# 京葉線
京葉線（日语：／ Keiyō sen */?）是一條由東京都千代田區東京站起沿東京灣灣岸連結千葉縣千葉市中央區蘇我站，屬於東日本旅客鐵道（JR東日本）的鐵路線（幹線）。除此以外，還有千葉縣船橋市西船橋站與南船橋站之間以及西船橋站與市川市市川鹽濱站之間的支線。車站編號使用的路線記號為JE。
该线路由以下部分组成：
- 船桥市的西船橋站 － 千叶市的蘇我站[1]
- 東京都的东京站 － 船桥市的南船橋[1]
- 市川市的市川盐滨站 － 船桥市的西船桥站[1]

在运营方面，这些线路主要经过东京湾沿岸的市川塩浜站和南船桥站连接东京站和苏我站，西船桥站至南船桥站和市川塩浜站至西船桥站的线路是连接其他线路和上述线路的线路， 这些线路在车站一览的书籍和商业售卖的时刻表中都有记载，因此上述路段（东京站-苏我站、西船桥站-南船桥站、市川塩浜站-西船桥站）被称为京叶线。
因此，在本词条中，东京站和蘇我站之间的线路被视为本线，西船桥站和南船桥站之间的线路 以及 市川盐浜站和西船桥站之间的线路被视为支线，并对每个项目进行了相应的说明。 在支线中，西船桥站至南船桥站之间的支线有时被称为二俣支线，而市川盐浜站至西船桥站之间的支线有时被称为高谷支线。

## 概要
京叶线由日本铁道建设公团作为首都交通线（D 线）修建，其中一段线路在 JR的前身日本国有铁道（JNR）末期开通，在后来日本国有铁道私有化和拆分JR化之后，经过两次延长，于 1990 年（平成 2 年）全线开通。 因此，京叶线的铁路设施归鉄道建設・運輸施設整備支援機構（JRTT）所有，该机构接管了建设公团的运营，JR东日本则支付开通后 40 年（至 2029 财年）的贷款费用。 全线开通后，它成为从东京到千叶县苏我市的总武本线的绕行线，也是东京市中心与幕张新都心、東京迪士尼樂園、幕張展覽館和千葉海洋球場等地之间的通道，同时还为沿线的船桥市、浦安市和千叶县提供运输服务。 大部分线路沿东京湾而建。
京葉線的東京站建於地下，在東京站主要月台以南，約在東京站與有樂町站中間一半距離，與東京站大堂有一段步行路程，從其他路線轉乘京葉線約需15至20分鐘时间。東京站的京葉線月台原計劃供連接成田國際機場的成田新幹線使用，但由於成田新幹線遭沿線居民反對興建，最終不了了之，月台轉而供京葉線使用。
它在苏我站与内房线和外房线连接，从东京站到房总地区的特急列车也通过这条线路运行。在早晚高峰时段，普通列车和快速列车也会进入内房线、外房线和東金线直通运行。大多数武藏野线的列车还会直通行驶在西船桥站和东京站，以及南船桥站和海滨幕张站之间。
线路颜色为红色（■，酒红色）。 在东京都内的JR线路中，只有京叶线使用这种颜色。

### 路線数据
- 路線长度（營業距離）：全长53.4km
  - 正式区间
    - 西船橋站 - 蘇我站：22.4 km[1]
    - 東京站 - 南船橋站：26.0 km[1]
    - 市川塩滨站 - 西船橋站：5.9 km[1]

  - 运行系统上的区间
    - 東京站 - 蘇我站（本線）：43.0 km
    - 西船橋站 - 南船橋站（二俣支線）：5.3 km
    - 市川塩浜站 - 西船橋站（高谷支線）：5.9 km
- 管轄（事業類別）
  - 東日本旅客鐵道（第一種鐵道事業者）：全線 54.3km
  - 日本貨物鐵道（第二種鐵道事業者）：西船橋－南船橋－蘇我 22.4km
- 軌距：1067毫米
- 站數：19（包括起終點站與西船橋站）
  - 若只限屬於京葉線的車站，排除屬於東海道本線的東京站、屬於外房線的蘇我站、屬於總武本線的西船橋站[10]則為16個。
- 複線路段：全線
- 四線路段：支線分岐點－西船橋
- 電氣化路段：全線（直流1500V）
- 閉塞方式：（複線）自動閉塞式
- 保安裝置：ATS-P
- 最高速度：100公里/小時
- 列車運行管理系統：東京圈輸送管理系統（ATOS）
- 運轉指令所（日语：運転指令所）：千葉綜合指令室（京葉指令「據點控制式CTC」[# 7]）
  - 運行處理站（車站控制信號、管理運行）：蘇我站
  - 準運行處理站（發生異常時車站控制信號）：東京站、新習志野站、西船橋站
- 列车运行管理系统：东京圈输送管理系统（ATOS）
- 车辆基地：京葉車両センター（幕张丰砂站附近）
- 大都市近郊區間：全线（属于东京近郊区间内）
- 電車特定區間（日语：電車特定区間）：东京站至千叶港站区间
- 可使用 IC卡的区间：全线（Suica的首都圈使用范围内）

除了千葉港站－蘇我站間以外的路段根據旅客營業規則獲指定為「電車特定區間」。另外全線根據該規則包括在大都市近郊區間的「東京近郊區間」與IC乘車卡「Suica」的首都圈地域。

## 歷史
|

西船桥站附近的三角线

随着日本战后经济奇迹的經濟發展，日本的货运量急剧增加。其中，以山手线和品鶴線为中心，贯穿或从东京市中心出发的货运线路运力达到极限。此外作为东海道本线货运基地的汐留站，其运力已接近极限，因此当时日本国铁计划修建一条新的货运线路，從首都圈外圍繞過东京市中心。
然而经济高速增长的同時，日本人口也增加了，特别是在首都东京。正在建设的東京外環線被向郊区扩展的住宅区吞没，有人担心住宅區住戶会发起反对建设的运动。此外，由于机动車的普及，铁路货运需求自1970年代以来逐步减少。因此为了获得沿线居民的理解，以及服務首都圈衛星都市間的旅客輸送，日本国铁决定将原计划作为货运线路的东京外环线部分路段改为客运线路，即现在的武藏野线府中本町站－西船桥站和京葉線新木场站－蘇我站。

### 年表
- 1967年~1974年：各路段建設認可。
- 1975年5月10日：蘇我站 - 千葉貨物總站（日语：千葉貨物ターミナル駅）間通車。
- 1978年9月：西船橋站 - 蘇我站間客运化認可。
- 1983年7月：東京貨物總站 - 西船橋站間客运化認可，東京站 － 新木場站間建設認可。
- 1986年3月3日：西船橋站 - 千葉貨物總站通車，其中西船橋站 - 千葉港站開通客运。
- 1987年4月1日：國鐵分割民營化，由東日本旅客鐵道繼承，日本貨物鐵道為第二種鐵道事業者。
- 1988年12月1日：新木場站-南船橋站間、市川鹽濱站-西船橋站間・千葉港站-蘇我站間通車。與武藏野線的直通運轉開始。
- 1990年3月10日：新木場站-東京站間通車。
- 2005年11月18日：103系停止使用。
- 2007年3月18日：E331系投入使用。
- 2008年12月1日：209系投入使用。
- 2010年
  - 7月1日：E233系投入使用。[12]
  - 9月27日：明仁天皇夫婦訪問千葉縣，搭乘E655系擔當的御召列車(皇室用列車)經過京葉線到內房線館山站。[13]
- 2011年
  - 1月16日：E331系停止使用。
  - 6月20日：201系停止使用。[14]
  - 7月25日：205系停止使用。
- 2013年3月16日：JR時刻表調整，武藏野線直通車在京葉線内的快速班次取消。
- 2023年3月18日：新習志野站 - 海濱幕張站間開通新站幕張豐砂站。[15]
- 2024年3月15日：通勤快速被取消。

## 運行形態

### 特急列車
京葉線有特急列車細波號和若潮号，分別通往內房線和外房線。若潮號每日上下24列，細波號每日3班往東京方向，5班往木更津站或君津站。兩班特急列車最初在總武本線行駛，因為總武本線開行成田特快，因此改為經由京葉線。最初在京葉線沒有停靠站，2000年開始部分停靠海濱幕張站。
经由京叶线行驶的特急列车，去往外房线的“若潮号”特急列车上下行共 22 班，前往内房线的“細波號”特急列车下行有4班，上行有3班。 若潮号列车的下行 2个班、上行 3个班次，以及细波号的所有班次会在周六、周日和节假日停运）。
(此外，若潮号列车的下行（上总一之宫站和胜浦站之间）和上行各一个班次是只在旺季运行的临时列车）。这些列车经由京叶线运行的原因是，成田特快特急列车开始运行后，总武快速线的线路容量不足。

### 快速・普通列車
京叶线有往返东京站、新习志野站、海滨幕张站和苏我站的列车，白天时段每小时有六班车（周六和节假日则为八班）。 不过，海滨幕张站与苏我站之间的列车间隔较长。与其他线路的直通列车如下：
- 武藏野线
  - 在平日、周六和节假日的白天时刻表上，每小时有六班列车运行，在这些时间段内，有列车会经由西船桥站来往于东京站，也有去往南船桥站的列车。早晚还有往返于海滨幕张站的列车（包括 2010 年 12 月 4 日开始运行的往返于大宫站和海滨幕张站之间的下总线），以及往返于新习志野站的出入车库的列车。
- 内房线
  - 内房线的直通区间直到君津站（只有一班早上的上行列车会从上总凑站发车），共有 10 班列车：平日的1 班下行和 1 班上行的通勤快速列车（周末和节假日为快速列车）、4 班下行和 1 班上行的快速列车以及 3 班上行的地方车站列车。直通的列车，在内房线内均会各站停车。
- 外房线
  - 该线的直通运行区间直到上总一之宫站，会经由外房线并行驶到东金线的成东站（部分列车在誉田站折返）。 平日，直通的列车数量，快速列车有下行 5 班，上行 6 班；普通列车下行 7 班，上行 7 班，共计 25 班（周六和节假日为 22 班）。 白天，京叶线只有快速列车会直通运行，在外房线内运行的直通列车均会在各站停车。

#### 快速列车

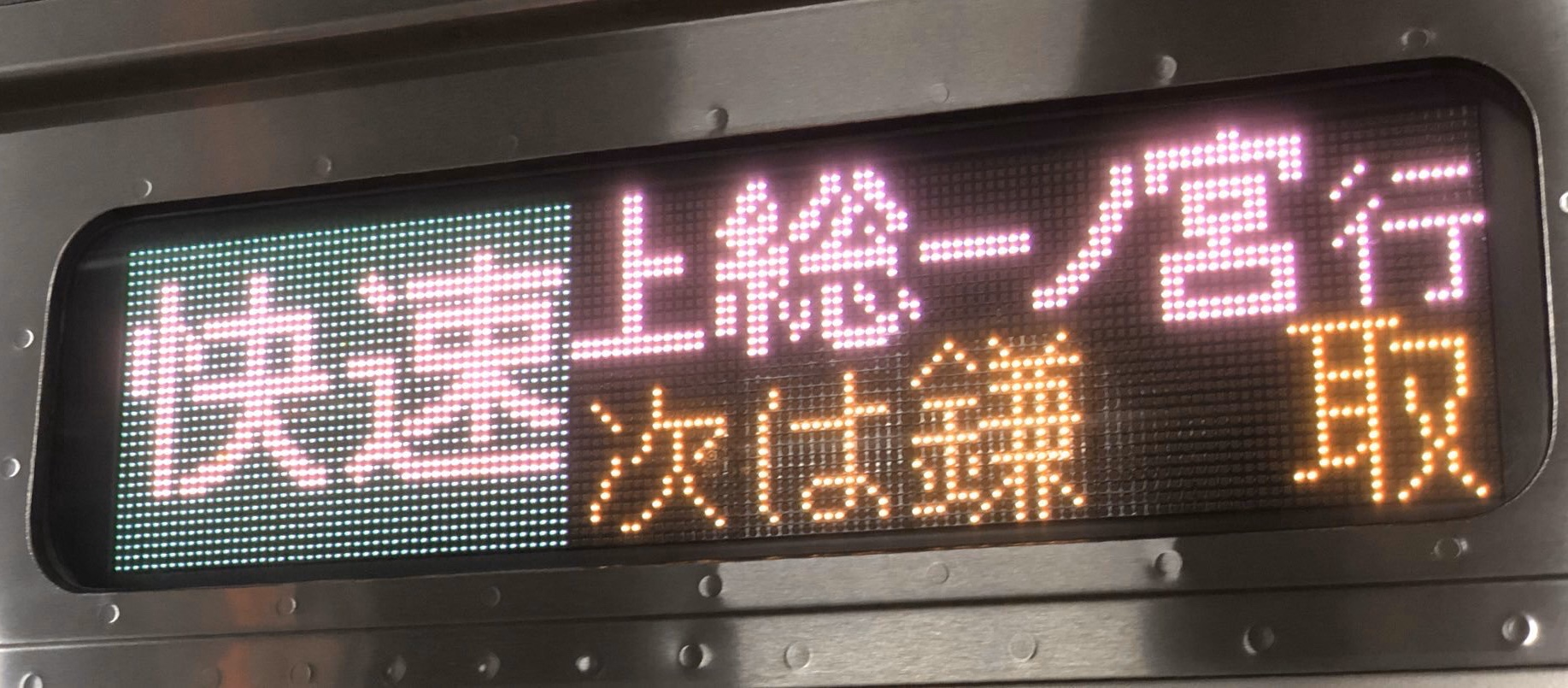
E233系5000番台的快速表示

白天时段，每小时内有两班（周六和节假日则为四班）。种别的表示颜色为绿色。白天时段，上行列车会在海滨幕张站与前往东京的普通列车缓急接续，下行列车在平日上午和傍晚的部分时间在新浦安站与前往东京的普通列车缓急接续，周末和节假日则几乎全天可以接续。 它还与往返于南船桥站的直通进入武藏野线的列车接续。 许多列车会在中途站等待特急列车通过或调整时间，因此有些列车的运行时间比最快的普通列车还要长。 一些下行列车也会在海滨幕张站等待通勤快速列车通过（通勤快速于2024年3月废止）。
在 2024 年 3 月 16 日的时刻表修订中，白天时段以外的通勤快速列车和快速列车全部被普通列车取代，非白天时段时，仅在早晨有两班上行列车仍为快速列车。

#### 各站停车列车
白天每小时有四班列车运行。在这些时间段内的平日时刻表中，东京站和苏我站之间每小时仅有两班列车运行列车运行，剩余列车则运行在东京站和海滨幕张站之间。 在周末和节假日，所有四班列车都在东京站和海滨幕张站之间运行，并在海滨幕张站与开往苏我站的快速列车进行缓急接续。 
除平日的白天时段外，列车通常在新浦安站等待快速列车通过，有些列车则在千叶港站、海滨幕张站、新习志野站、新浦安站或葛西临海公园站等待的特急列车和通勤快速列车通过。早上有五班车，会从内房线的君津和上总凑站、外房线的上总一之宫站和誉田站、东金线的成东站始发；晚上有部分列车，会从内房线的君津站、外房线的上总一之宫站和誉田站始发。平日上午，会有从誉田站出发的列车，在回送至京叶车辆中心时会顺带运营普通列车。
此外，作为下文所述武藏野线直达列车的补充，西船桥站 - 南船桥站・新习志野站・海滨幕张站・苏我站之间还运营着与往返东京站的武藏野线直通列车相连接的区间列车，在傍晚和夜间，还会有为了接续东京站和西船桥站之间的列车而往返于海滨幕张站的武藏野线直通列车运行。

#### 武藏野線直通列車
为了防止误乘，同时强调是八节车厢编组的列车，这些列车被称为武藏野线列车。其中开往东京、新习志野和海滨幕张的武藏野线列车也是如此。作为例外，上述开往西船桥的京叶线 10 节车厢列车也被标示为武藏野线列车。
原则上，在 2013 年 3 月 15 日之前，往返于东京站的所有武藏野线直通列车均作为快速列车运行。当时，往返于东京站和苏我之间的京叶线列车会通过市川盐滨站，而直通武藏野线的列车则会停靠市川盐滨站，因此当时在京叶线上的运行的列车会被表示为 “武藏野快速”。从 2013 年 3 月 16 日起，往返东京站的武藏野线直通列车全数从快速列车改为普通列车。 现在部分列车仍在新浦安站或葛西临海公园站等待特急列车通过，平日傍晚高峰时段的两班下行列车也在新浦安站等待京叶线的快速列车通过。请注意，这些列车的发车标志上写的会是 “武藏野线”（英文名：MUSASHINO LINE）。
白天，每小时有三班直达武藏野线列车往返于南船桥站。 在这些时间段内，往返于南船桥站的列车在南船桥站与开往苏我和东京方向的列车缓急接续。
| 2024年3月16日修订时刻表的停车情况（来往東京站列車） |      |        |        |      |        |              |      |        |          |          |        |          |          |          |          |          |        |      |
| \| \| 東京 \| 八丁堀 \| 越中島 \| 潮見 \| 新木場 \| 葛西临海公园 \| 舞浜 \| 新浦安 \| 市川盐滨 \| 二俣新町 \| 南船橋 \| 新習志野 \| 幕張丰砂 \| 海浜幕張 \| 検見川浜 \| 稲毛海岸 \| 千葉港 \| 蘇我 \| \| -------- \| ---- \| ------ \| ------ \| ---- \| ------ \| ------------ \| ---- \| ------ \| -------- \| -------- \| ------ \| -------- \| -------- \| -------- \| -------- \| -------- \| ------ \| ---- \| \| 京葉快速 \| ● \| ● \| ― \| ― \| ● \| ― \| ● \| ● \| ― \| ― \| ● \| ― \| ― \| ● \| ● \| ● \| ● \| ● \| \| 武藏野線 \| ● \| ● \| ● \| ● \| ● \| ● \| ● \| ● \| ● \| ＝ \| ＝ \| ＝ \| ＝ \| ＝ \| ＝ \| ＝ \| ＝ \| ＝ \| \| 各站停車 \| ● \| ● \| ● \| ● \| ● \| ● \| ● \| ● \| ● \| ● \| ● \| ● \| ● \| ● \| ● \| ● \| ● \| ● \| |      |        |        |      |        |              |      |        |          |          |        |          |          |          |          |          |        |      |
| ●：停車、―：通过、＝：不经过 |      |        |        |      |        |              |      |        |          |          |        |          |          |          |          |          |        |      |
| | 東京 | 八丁堀 | 越中島 | 潮見 | 新木場 | 葛西临海公园 | 舞浜 | 新浦安 | 市川盐滨 | 二俣新町 | 南船橋 | 新習志野 | 幕張丰砂 | 海浜幕張 | 検見川浜 | 稲毛海岸 | 千葉港 | 蘇我 |
| 京葉快速 | ●    | ●      | ―      | ―    | ●      | ―            | ●    | ●      | ―        | ―        | ●      | ―        | ―        | ●        | ●        | ●        | ●      | ●    |
| 武藏野線 | ●    | ●      | ●      | ●    | ●      | ●            | ●    | ●      | ●        | ＝       | ＝     | ＝       | ＝       | ＝       | ＝       | ＝       | ＝     | ＝   |
| 各站停車 | ●    | ●      | ●      | ●    | ●      | ●            | ●    | ●      | ●        | ●        | ●      | ●        | ●        | ●        | ●        | ●        | ●      | ●    |

### 过去的列车

#### 通勤快速
平日早上有两班上行列车，平日晚上有两班下行列车。 该线路在东京近郊的停靠站非常少，东京站和苏我站之间只有八丁堀站和新木场站停靠，东京迪士尼乐园所在的舞滨站和幕张新都心所在的海滨幕张站没有停车，在千叶县只有苏我站停靠。 在新木场站和苏我站之间，列车会超过前面的快速列车和其他列车。所有通勤快速列车都会直通进入内房线、外房线和东金线，其中运行区间最长的列车，直到内房线的上总凑站 以及 外房线的胜浦站。
直通进入外房线的通勤快速列车，直通外房线内的列车会于直通东金线的列车联结合并运行至誉田，然后在誉田站进行编组的分离；第二天早上，这两列列车又会在誉田站联结合并，一同开往东京站。 因此，在与这种列车相关的运营中，被分配了特别的编组，用于编组的分离和合并。
通勤快速列车在 2024 年 3 月 16 日的时刻表修订中停运。
该列车的废止，在千叶县引起了强烈反应，详见日文维基词条取消通勤快速列车引起的反响。
| 2023年3月18日时刻表修订的停车情况（来往東京站的列車） |      |        |        |      |        |              |      |        |          |          |        |          |          |          |          |          |        |      |
| \| \| 東京 \| 八丁堀 \| 越中島 \| 潮見 \| 新木場 \| 葛西临海公園 \| 舞滨 \| 新浦安 \| 市川塩浜 \| 二俣新町 \| 南船橋 \| 新習志野 \| 幕張丰砂 \| 海浜幕張 \| 検見川浜 \| 稲毛海岸 \| 千叶港 \| 蘇我 \| \| -------- \| ---- \| ------ \| ------ \| ---- \| ------ \| ------------ \| ---- \| ------ \| -------- \| -------- \| ------ \| -------- \| -------- \| -------- \| -------- \| -------- \| ------ \| ---- \| \| 通勤快速 \| ● \| ● \| ― \| ― \| ● \| ― \| ― \| ― \| ― \| ― \| ― \| ― \| ― \| ― \| ― \| ― \| ― \| ● \| \| 京葉快速 \| ● \| ● \| ― \| ― \| ● \| ― \| ● \| ● \| ― \| ― \| ● \| ― \| ― \| ● \| ● \| ● \| ● \| ● \| \| 武蔵野線 \| ● \| ● \| ● \| ● \| ● \| ● \| ● \| ● \| ● \| ＝ \| ＝ \| ＝ \| ＝ \| ＝ \| ＝ \| ＝ \| ＝ \| ＝ \| \| 各站停車 \| ● \| ● \| ● \| ● \| ● \| ● \| ● \| ● \| ● \| ● \| ● \| ● \| ● \| ● \| ● \| ● \| ● \| ● \| |      |        |        |      |        |              |      |        |          |          |        |          |          |          |          |          |        |      |
| ●：停車、―：通过、＝：不经过 |      |        |        |      |        |              |      |        |          |          |        |          |          |          |          |          |        |      |
| | 東京 | 八丁堀 | 越中島 | 潮見 | 新木場 | 葛西临海公園 | 舞滨 | 新浦安 | 市川塩浜 | 二俣新町 | 南船橋 | 新習志野 | 幕張丰砂 | 海浜幕張 | 検見川浜 | 稲毛海岸 | 千叶港 | 蘇我 |
| 通勤快速 | ●    | ●      | ―      | ―    | ●      | ―            | ―    | ―      | ―        | ―        | ―      | ―        | ―        | ―        | ―        | ―        | ―      | ●    |
| 京葉快速 | ●    | ●      | ―      | ―    | ●      | ―            | ●    | ●      | ―        | ―        | ●      | ―        | ―        | ●        | ●        | ●        | ●      | ●    |
| 武蔵野線 | ●    | ●      | ●      | ●    | ●      | ●            | ●    | ●      | ●        | ＝       | ＝     | ＝       | ＝       | ＝       | ＝       | ＝       | ＝     | ＝   |
| 各站停車 | ●    | ●      | ●      | ●    | ●      | ●            | ●    | ●      | ●        | ●        | ●      | ●        | ●        | ●        | ●        | ●        | ●      | ●    |

### 貨物列車
日本貨物鐵道的貨物列車在蘇我到西船橋間運行，京葉臨海鐵道的貨物列車也會進入蘇我站。

## 使用車輛
所有列车均由电车运行。包括武藏野线列车在内的通勤列车，隶属于千叶支社的京叶车辆中心，而特急列车则隶属于幕张车辆中心。

### 特急列車
特急細波號和若潮号使用以下的车辆。
- JR東日本E257系電聯車500番台（有10节车厢和5节车厢编组）
- JR東日本255系電力動車組（9节车厢编组）

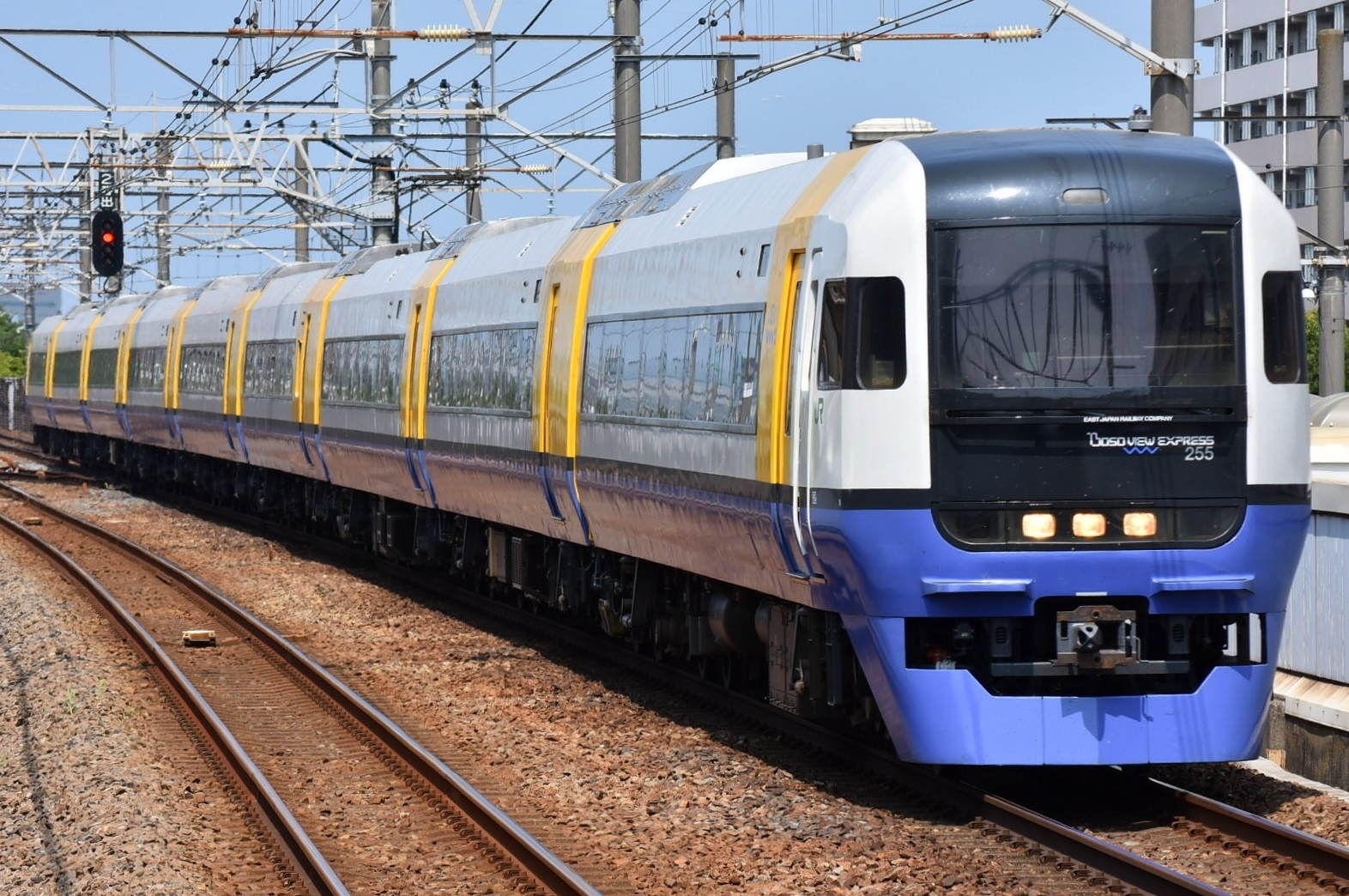
255系
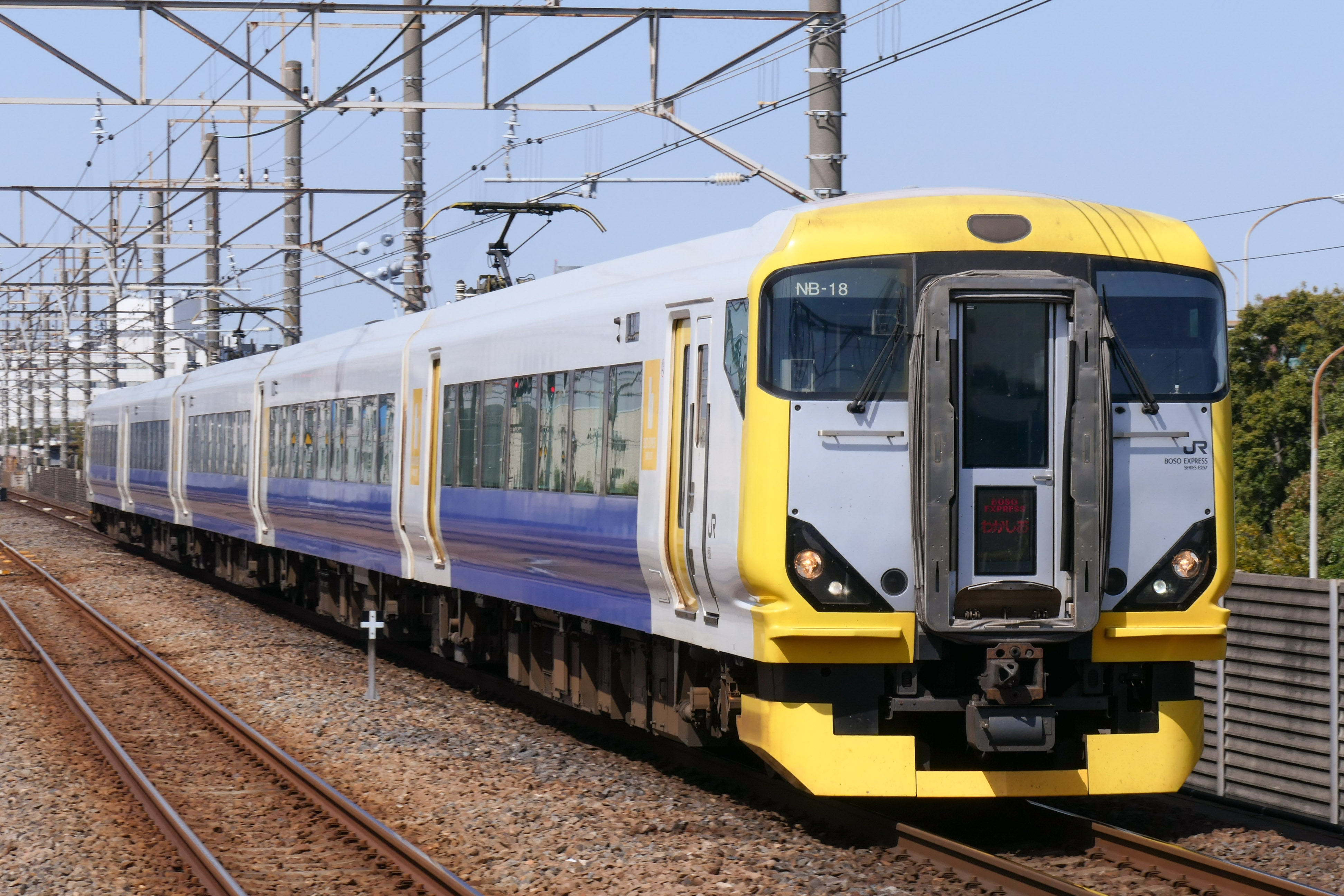
E257系500番台

### 快速・各停列車
京叶线列车为 10 节车厢编组，而武藏野线的列车为 8 节车厢编组。
京叶线的不锈钢车辆的侧面使用酒红色（■ 红色14号）的线路色带，而 2011 年之前运行的201系和 2005 年之前运行的103系则使用天蓝色（■ 蓝色22号），与京滨东北线相似。
武藏野线的直通车辆的侧面则使用橙色和棕色（■ ■）颜色。 以前运行的 103 系和 201 系均为橙色。
- E233系5000番台（有10节车厢、4+6节车厢编组）
  - 它是目前车队的主力车型，自 2010 年 7 月 1 日起投入运营[19]。 在引进初期，只使用 10节车厢贯通的编组，但在车队增备期间，生产了 6 节车厢 + 4 节车厢的可分离编组，从 2011 年 3 月 7 日起，这些列车也投入需要分离编组的班次运营。 随着 E233 系列的引进，部分 201 系和 205 系退役报废，部分 209 系 500 番台列车被分流至武藏野线[20][21]。
- E231系0番台・900番台（8节车厢编组）
  - 自山手线引进E235系列后，中央・总武缓行線的普通列车也转用了E231系列500番台，因此该线的部分E231系列0番台列车也被转移至武藏野线使用[22]，并于2017年11月1日开始运行[23]。
  - 2020 年 7 月 9 日，属于三鹰车辆中心的 900 番台的试制车在改装成 8 节编组后被转移到大宫综合车辆中心，并进一步改造[24][25]。
- 209系500番台（有8节车厢、10节车厢编组）
  - 2008 年 10 月，随着京滨东北线和根岸线引进E233系1000番台列车，该线的4列 209系500番台列车也依次转入京叶线，并于 2008 年 12 月 1 日开始运行[26]。 自 2010 年 3 月起，该列车与延伸运营至东京的 205 系列车共同运营列车，并在外房线千叶站 - 上总一之宫站之间以及内房线苏我站 - 上总凑站之间运行。随着 E233 系列的引进，有三列被改装成武藏野线使用的八节车厢编组列车，并作为直通列车进入京叶线运行。
  - 2018 年，8 辆 209系500 番台列车从中央・总武缓行線的普通列车转入武藏野线使用。

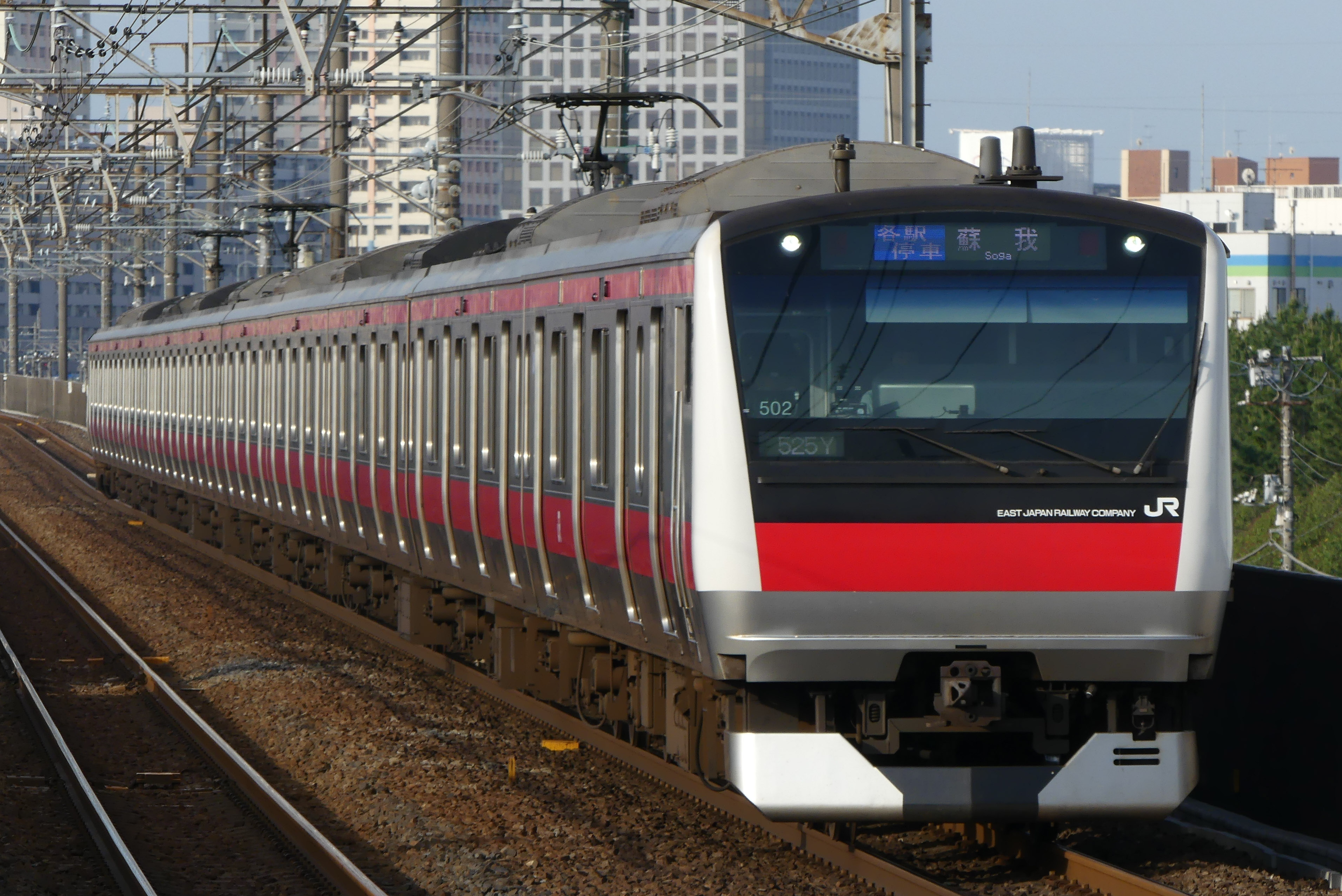
京葉線 E233系5000番台
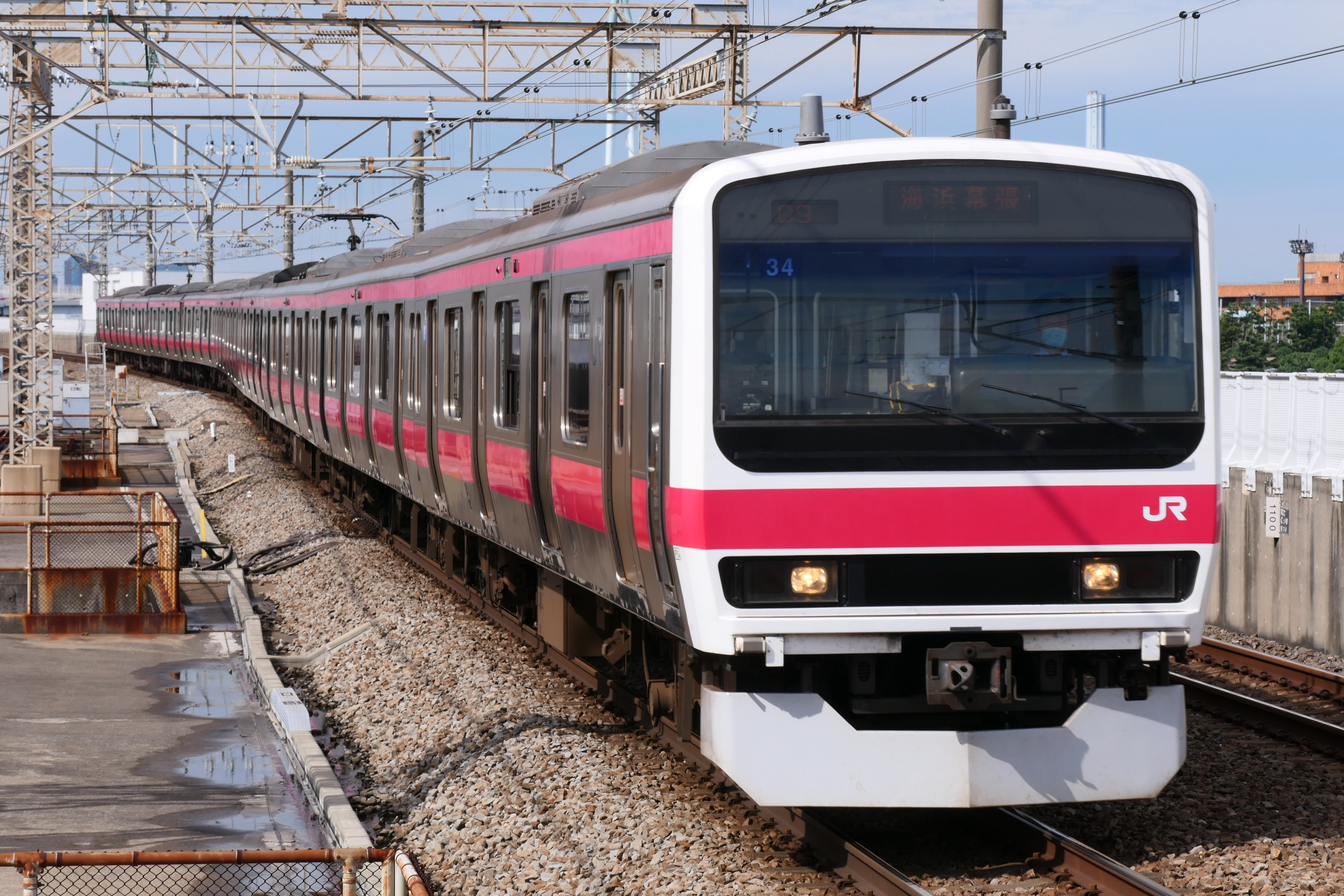
京葉線 209系500番台
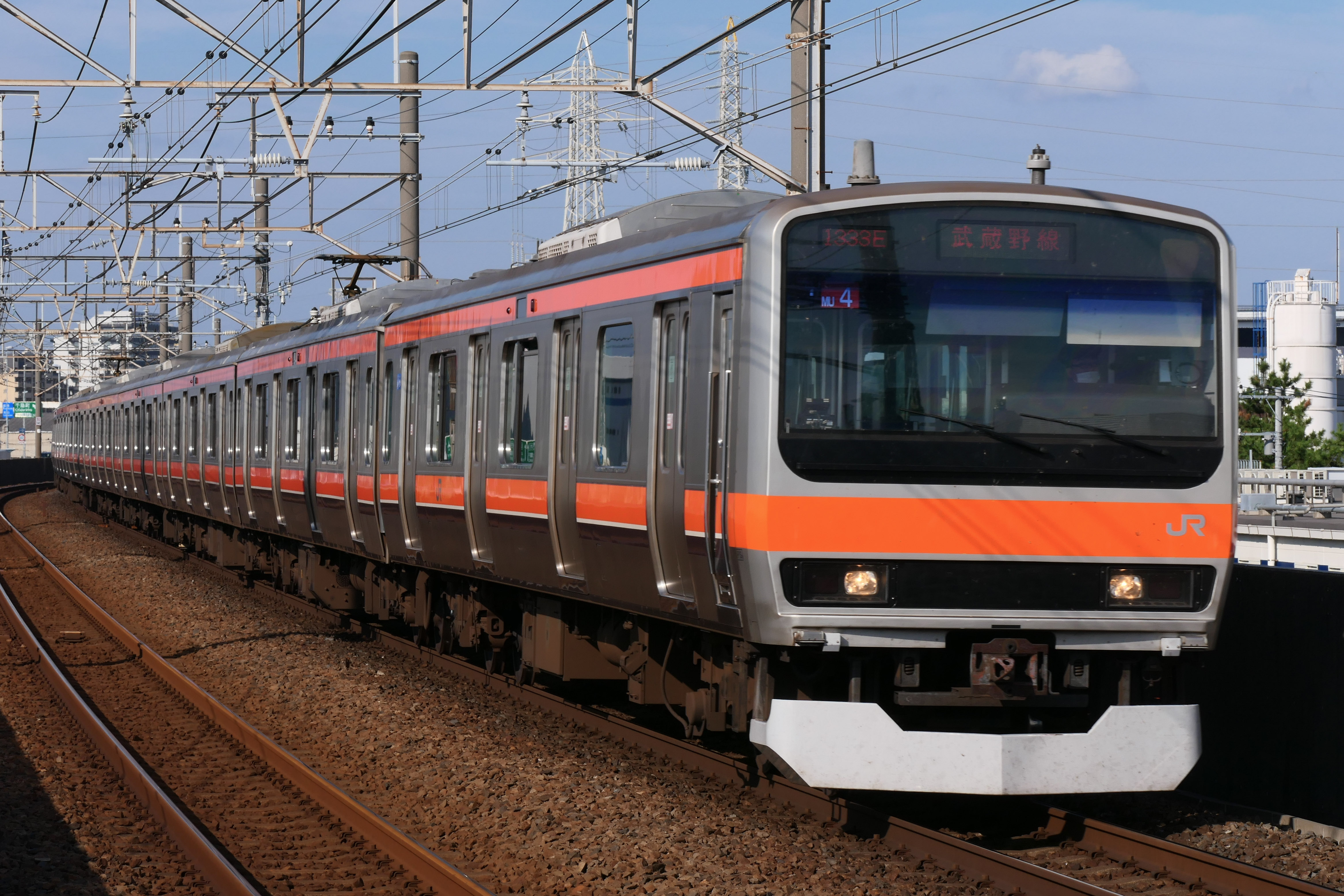
武藏野線 E231系0番台
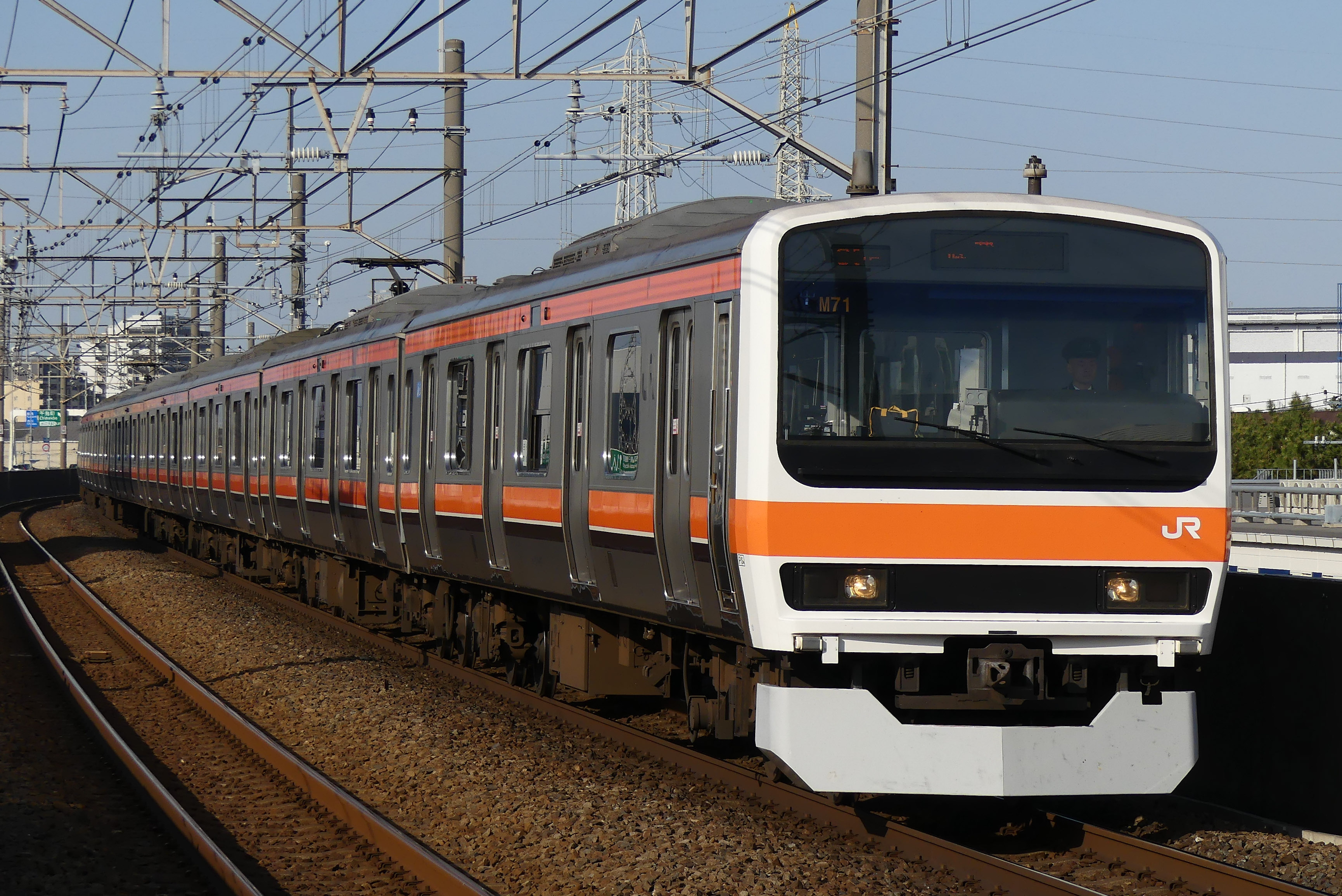
武藏野線 209系500番台

### 過去車輛
- 183系（日语：国鉄183系電車）：特急用車。
- 103系
- 165系（日语：国鉄165系電車）
- 201系
- 205系
- E331系

## 車站列表
京葉線的車站與快速停車站、接續路線、所在地等如下表。
- 特定都區市內制度適用範圍車站：＝東京山手線內、＝東京都區內
- 停車站
  - 各站停車（包括直通武藏野線直通列車）：停靠所有旅客站
  - 快速、通勤快速：●停靠、｜通過、∥不途經車站
  - 特急：參見「若潮」「漣」
- 接續路線：東日本旅客鐵道的路線名為運行系統上的名稱（與正式路線名不同）。站名若不相同則以⇒顯示站名。

### 本線
| 車站編號 | 中文站名     | 日文站名 | 英文站名 | 站間營業距離 | 累計營業距離 | 快速 | 接續路線、備註 | 所在地 | 所在地        |
| -------- | ------------ | -------- | -------- | ------------ | ------------ | ---- | --- | ------ | ------------- |
| JE 01    | 東京         |          |          | -            | 0.0          | ●    | 東日本旅客鐵道： 東北新幹線、山形新幹線、秋田新幹線、上越新幹線、北陸新幹線、 中央線（JC01）、 山手線（JY01）、 京濱東北線（JK26）、 東海道線（JT01）、 上野東京線（宇都宮線（東北線）、高崎線、 常磐線直通）（JU01）、 橫須賀·總武快速線（JO19） 東海旅客鐵道： 東海道新幹線 東京地下鐵： 丸之內線（M-17）、 東西線 ⇒大手町（T-09）、 千代田線 ⇒二重橋前（C-10） 都營地下鐵： 三田線 ⇒大手町（I-09） | 東京都 | 千代田區      |
| JE 02    | 八丁堀       |          |          | 1.2          | 1.2          | ●    | 東京地下鐵： 日比谷線（H-12） | 東京都 | 中央區        |
| JE 03    | 越中島       |          |          | 1.6          | 2.8          | ｜   | | 東京都 | 江東區        |
| JE 04    | 潮見         |          |          | 2.6          | 5.4          | ｜   | | 東京都 | 江東區        |
| JE 05    | 新木場       |          |          | 2.0          | 7.4          | ●    | 東京臨海高速鐵道： 臨海線（R01） 東京地下鐵： 有樂町線（Y-24） | 東京都 | 江東區        |
| JE 06    | 葛西臨海公園 |          |          | 3.2          | 10.6         | ｜   | | 東京都 | 江戶川區      |
| JE 07    | 舞濱         |          |          | 2.1          | 12.7         | ●    | 舞濱渡假區線：迪士尼度假區線 ⇒渡假區 | 千葉縣 | 浦安市        |
| JE 08    | 新浦安       |          |          | 3.4          | 16.1         | ●    | | 千葉縣 | 浦安市        |
| JE 09    | 市川鹽濱     |          |          | 2.1          | 18.2         | ｜   | 東日本旅客鐵道： 高谷支線 ⇒ 武藏野線 | 千葉縣 | 市川市        |
| JE 10    | 二俁新町     |          |          | 4.4          | 22.6         | ｜   | | 千葉縣 | 市川市        |
| JE 11    | 南船橋       |          |          | 3.4          | 26.0         | ●    | 東日本旅客鐵道： 二俁支線 ⇒ 武藏野線 | 千葉縣 | 船橋市        |
| JE 12    | 新習志野     |          |          | 2.3          | 28.3         | ｜   | | 千葉縣 | 習志野市      |
| JE 13    | 幕張豐砂     |          |          | 1.7          | 30.0         | ｜   | | 千葉縣 | 千葉市 美濱區 |
| JE 14    | 海濱幕張     |          |          | 1.7          | 31.7         | ●    | | 千葉縣 | 千葉市 美濱區 |
| JE 15    | 檢見川濱     |          |          | 2.0          | 33.7         | ●    | | 千葉縣 | 千葉市 美濱區 |
| JE 16    | 稻毛海岸     |          |          | 1.6          | 35.3         | ●    | | 千葉縣 | 千葉市 美濱區 |
| -        | 新港信號場   |          | /        | -            | -            | ｜   | 原千葉貨物總站，2000年4月廢站改為信號場。 | 千葉縣 | 千葉市 美濱區 |
| JE 17    | 千葉港       |          |          | 3.7          | 39.0         | ●    | 千葉都市單軌電車：1號線 | 千葉縣 | 千葉市 中央區 |
| JE 18    | 蘇我         |          |          | 4.0          | 43.0         | ●    | 東日本旅客鐵道：■内房線（直通運行至上總湊站）、■外房線（直通運行至勝浦站、成東站） 京葉臨海鐵道：臨海本線（貨物線） | 千葉縣 | 千葉市 中央區 |

### 高谷支線
| 車站編號 | 中文站名 | 日文站名 | 英文站名 | 累計營業距離 | 接續路線、備註 | 所在地 |
| -------- | -------- | -------- | -------- | ------------ | --- | ------ |
| JE 09    | 市川鹽濱 |          |          | 0.0          | 東日本旅客鐵道： 京葉線（直通運行） | 市川市 |
| JM 10    | 西船橋   |          |          | 5.9          | 東日本旅客鐵道： 武藏野線（JM10）（直通運行）、 總武線（各站停車）（JB30） 東京地下鐵： 東西線（T-23） 東葉高速鐵道： 東葉高速線 京成電鐵： 本線 ⇒京成西船（KS20） | 船橋市 |

### 二俁支線
- 所有車站都位於船橋市內

| 車站編號 | 中文站名 | 日文站名 | 英文站名 | 累計營業距離 | 接續路線、備註 |
| -------- | -------- | -------- | -------- | ------------ | --- |
| JM 10    | 西船橋   |          |          | 0.0          | 東日本旅客鐵道： 武藏野線（JM10）（直通運行）、 總武線（各站停車）（JB30） 東京地下鐵： 東西線（T-23） 東葉高速鐵道： 東葉高速線 京成電鐵： 本線 ⇒京成西船（KS20） |
| JE 11    | 南船橋   |          |          | 5.4          | 東日本旅客鐵道： 京葉線（直通運行） |

### 廢站
- 千葉貨物總站（日语：千葉貨物ターミナル駅）：2000年4月1日廢除，貨物專用站，現在的新港信號場的位置

## 關連項目
- 武藏野線
- 東京外環線